# چراغعلی خان نوایی
چراغعلی‌خان نوایی، از رجال سیاسی و شاعر اوایل دوره قاجار بود. نام پدر او صادق‌خان نوایی بود. خاندان نوایی که از بزرگان قریه نوا در آمل بودند، در دوره قاجار مناصبی داشتند.
نخستین منصب چراغعلی‌خان، قوریساول‌باشی (رئیس تفنگداران خاصه) بود. وی یکی از زنان مطلقه فتحعلیشاه را به عقد خود درآورد. در ۱۲۱۲، هنگامی که محمودمیرزا و فیروزمیرزا، شاهزادگان افغان، به ایران پناه آوردند، چراغعلی‌خان به امر شاه، مصاحب و همنشین آنان گردید. در ۱۲۱۳، او از طرف فتحعلی‌شاه مأمور حمل درِ مزین آستان حضرت معصومه به قم و نظارت بر نصب و تعمیر و تذهیب آن گردید.
در ۱۲۱۴، چراغعلی‌خان به وزارت فارس منصوب شد و همراه حسینعلی‌میرزا فرمانفرما، حاکم یازده ساله فارس، به آنجا رفت. حکومت فارس عملاً در دست چراغعلی‌خان بود و وی برای ایجاد امنیت، هشتصد تفنگچی از محال نور مازندران با خود به شیراز برد و آنان را در محله موردستان، که بعد از دوره زندیه ویران شده بود، اسکان داد و سبب رونق دوباره این بخش از شهر شد. چراغعلی‌خان از سر جان ملکم، در نخستین سفرش به شیراز در سالهای ۱۲۱۴ و ۱۲۱۵، استقبال کرد و او را در باغ جهان‌نمای شیراز سکنا داد. چراغعلی‌خان در اداره امور فارس مدبر و صاحب رأی استوار بود و حتی وقتی فرمانفرما بزرگ‌تر شد، اجازه مداخله در امور حکومتی را به وی نمی‌داد. چراغعلی‌خان در ۱۲۱۶ در شیراز به بازسازی اساسی کاروانسرای امامیه، که در دوره صفوی احداث شده بود، پرداخت و از آن پس این بنا به کاروانسرای چراغعلی‌خان شهرت یافت. او درآمد حاصل از کاروانسرا را صرف مخارج مدرسه امامیه آن شهر کرد. اکنون کاروانسرا باقی نمانده‌است.
چراغعلی‌خان در ۱۲۲۱ از وزارت فرمانفرما عزل شد و به جای وی، نصرالله خان قراگزلو بدین منصب رسید. علت عزل چراغعلی خان آن بود که وی در ۱۲۱۵ بیشتر کارگزاران و حاکمان شهرها و بخش‌های فارس، از جمله دو برادر به نام‌های محمد تقی خان و آقاسعید مشهور به آقاجانی قیری، را برکنار کرد. آقاجانی قیری به تهران آمد و بارها به دربار فتحعلی‌شاه شکایت کرد، اما به سبب نفوذ رضاقلی خان نوایی، صاحب دیوان رسائل و پدرزن و پسرعموی چراغعلی‌خان، شکایت‌های او به گوش شاه نمی‌رسید. سرانجام در ۱۲۲۰، هنگامی که به فرمان شاه لباس هر طایفه تعیین شد، آقاجانی و گروهی از شیرازیان مقیم تهران فقط با کلاه و کفش و عبا به دیوانخانه سلطنتی رفتند. هنگامی که شاه به دیوانخانه رفت، آنان یکباره عباها را به زمین انداختند و چنین وانمود کردند که این لباس را چراغعلی‌خان تعیین کرده‌است. بدین‌ترتیب، چراغعلی‌خان از وزارت عزل شد. اندکی بعد، چراغعلی‌خان به تهران آمد و در همان‌جا درگذشت. در منابع به تاریخ فوت او اشاره‌ای نشده‌است.
چراغعلی‌خان از رجال سخندان و ادیب دوره فتحعلی‌شاه بود و شعر نیز می‌سرود و «فطرت» تخلص می‌کرد. سجع مُهر فتحعلی‌شاه سرودهٔ اوست و این چنین می‌باشد:
| گرفت خاتمِ شاهی ز قدرتِ ازلی |  | قرار در کفِ شاهِ زمان فتحِعلی |